# 지포스 9 시리즈
지포스 9(GeForce 9) 시리즈는 엔비디아의 지포스 그래픽 처리 장치 라인의 9세대이며, 첫 제품은 2008년 2월 21일에 출시되었다. 이 제품들은 업데이트된 테슬라 마이크로아키텍처를 기반으로 하며, PCI 익스프레스 2.0 지원, 개선된 색상 및 Z 압축 기능을 추가하고 65 nm 공정으로 제조되었으며, 나중에는 55 nm 공정을 사용하여 전력 소비와 다이 크기를 줄였다 (지포스 8 G8x GPU는 PCIe 1.1만 지원했으며 90 nm 공정 또는 80 nm 공정으로 제조되었다).

## 지포스 9100 시리즈

### 지포스 9100 G
- 65 nm G98 GPU
- PCI-E x16
- 64비트 버스
- 4 래스터 연산 파이프라인 (ROP), 8 통합 셰이더
- 540 메가헤르츠(MHz) 코어 클럭
- 256 MB DDR2, 400 MHz 메모리 클럭
- 1300 MHz 셰이더 클럭
- 5.1 G 텍셀/s 필 레이트
- 7.6 GB/s 메모리 대역폭
- DirectX 10, SM 4.0 지원
- OpenGL 2.1 호환
- 부분 VC1 디코딩을 지원하는 1세대 퓨어비디오 HD 기술 지원

## 지포스 9300 시리즈

### 지포스 9300 GS
2008년 5월 1일, 지포스 9300 GS가 공식 출시되었다.
- 80 nm G86 GPU
- PCI-E x16
- 64비트 버스
- 8 ROP, 16 통합 셰이더
- 450 MHz 코어 클럭
- 512 MB DDR2, 400 MHz 메모리 클럭
- 900 MHz 셰이더 클럭
- 3.6 G텍셀/s 필 레이트
- 6.4 GB/s 메모리 대역폭
- DirectX 10, SM 4.0 지원
- OpenGL 2.1 호환

## 지포스 9400 시리즈

### 지포스 9400 GT
2008년 8월 27일, 지포스 9400 GT가 공식 출시되었다.
- 65 nm G96 GPU
- 16 스트림 프로세서[2][3]
- 550 MHz 코어, 1350 MHz 통합 셰이더 클럭
- 4.4 G텍셀/s 필 레이트
- 256/512/1024 MB 800 MHz DDR2 SDRAM 또는 256 MB 1600 MHz GDDR3,[4] 모두 128비트 메모리 버스
- DDR2 800 MHz 메모리가 탑재된 보드의 경우 12.8 GB/s 메모리 대역폭
- DirectX 10, Shader Model 4.0, OpenGL 3.3, PCI-Express 2.0 지원
- 부분 VC1 디코딩을 지원하는 2세대 퓨어비디오 HD 기술 및 하이브리드파워(HybridPower) 기술 지원.[5]
- 최소 300와트 전원 공급 장치

## 지포스 9500 시리즈

### 지포스 9500 GT

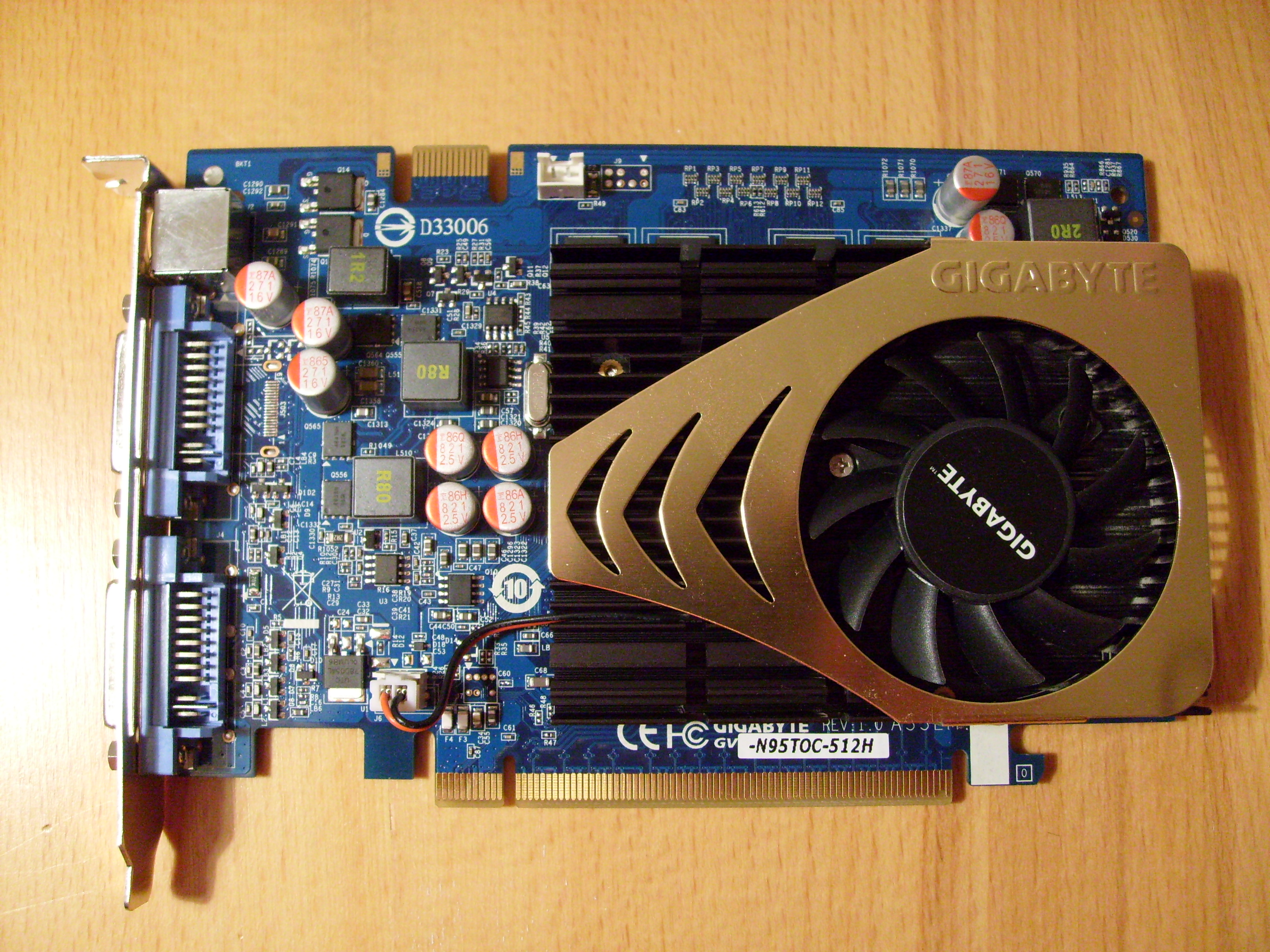
기가바이트 지포스 9500 GT

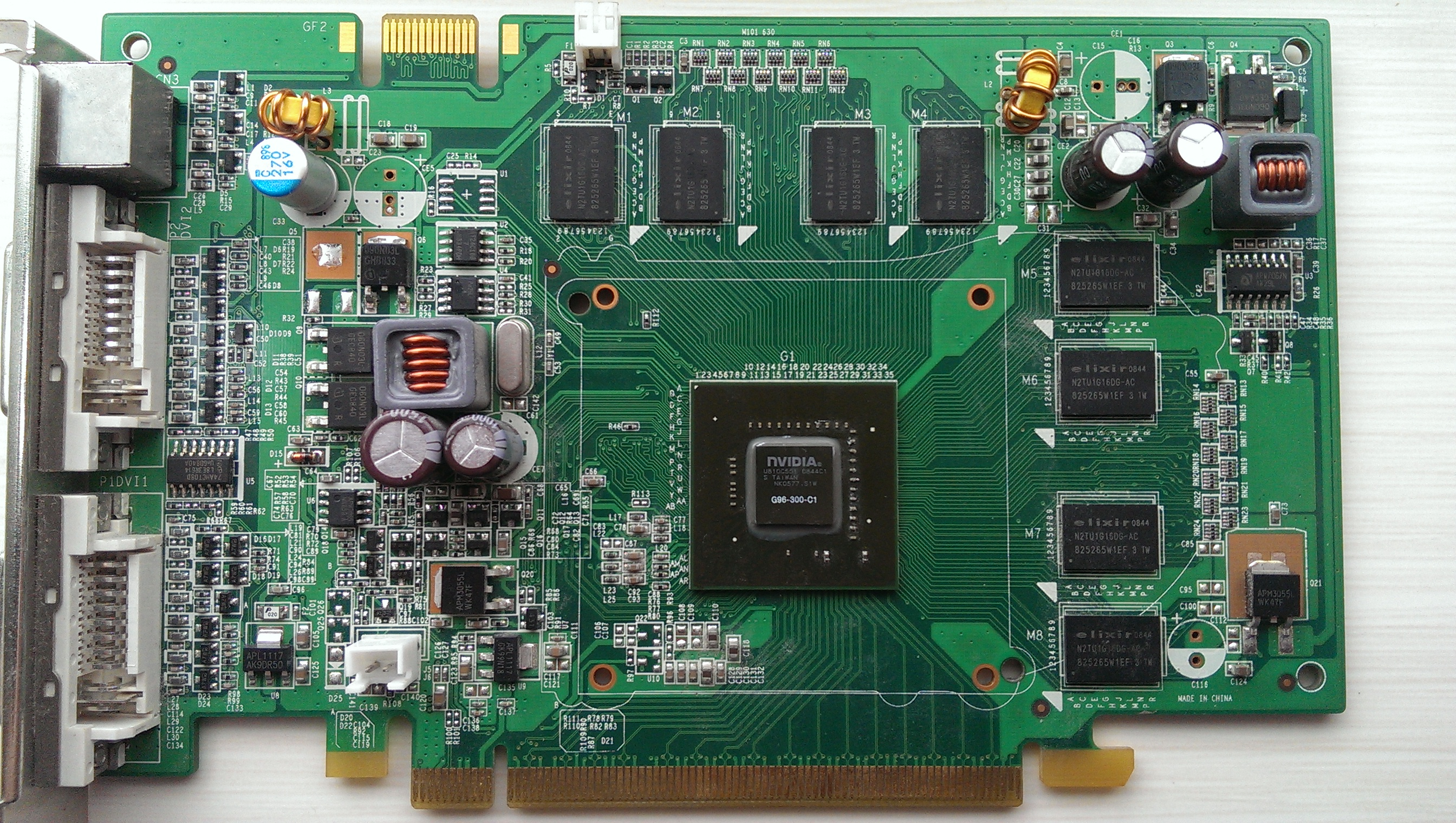
방열판이 없는 BFG 지포스 9500 GT

2008년 7월 29일, 지포스 9500 GT가 공식 출시되었다.
- 65 nm G96 GPU
- 32 스트림 프로세서 (32 CUDA 코어)
- 4 멀티 프로세서 (각 멀티 프로세서는 8개의 코어 포함)
- 550 MHz 코어, 1400 MHz 통합 셰이더 클럭
- 8.8 G텍셀/s 필 레이트
- 256/512/1024 MB 1,600 MHz GDDR3 메모리 또는 256 MB/512 MB 1,000 MHz GDDR2 메모리, 모두 128비트 메모리 버스
- GDDR3 800 MHz 메모리가 탑재된 보드의 경우 25.6 GB/s 메모리 대역폭
- DirectX 10, Shader Model 4.0, OpenGL 3.3, PCI-Express 2.0 지원
- 부분 VC1 디코딩을 지원하는 2세대 퓨어비디오 HD 기술 지원[6][7]
- 엔비디아 SLI 레디 기술
- DVI 지원

### 지포스 9500 GS
9500 GS는 9500 GT를 기반으로 하지만 주류 시장을 겨냥한 OEM 카드이다.
- 65 nm G96 GPU
- 32 스트림 프로세서
- 8 ROP 유닛
- 550 MHz 코어, 1375 MHz 정의된 통합 셰이더 클럭
- 8.8 G텍셀/s 필 레이트
- 128/512 MB 1000 MHz DDR2 SDRAM 메모리 (128비트 메모리 버스)
- 16.0 GB/s 메모리 대역폭
- DirectX 10, Shader Model 4.0, OpenGL 3.3, PCI-Express 2.0 지원
- 부분 VC1 디코딩을 지원하는 2세대 퓨어비디오 HD 기술 지원
- 엔비디아 SLI 레디 기술
- DVI 지원

## 지포스 9600 시리즈

### 지포스 9600 GT

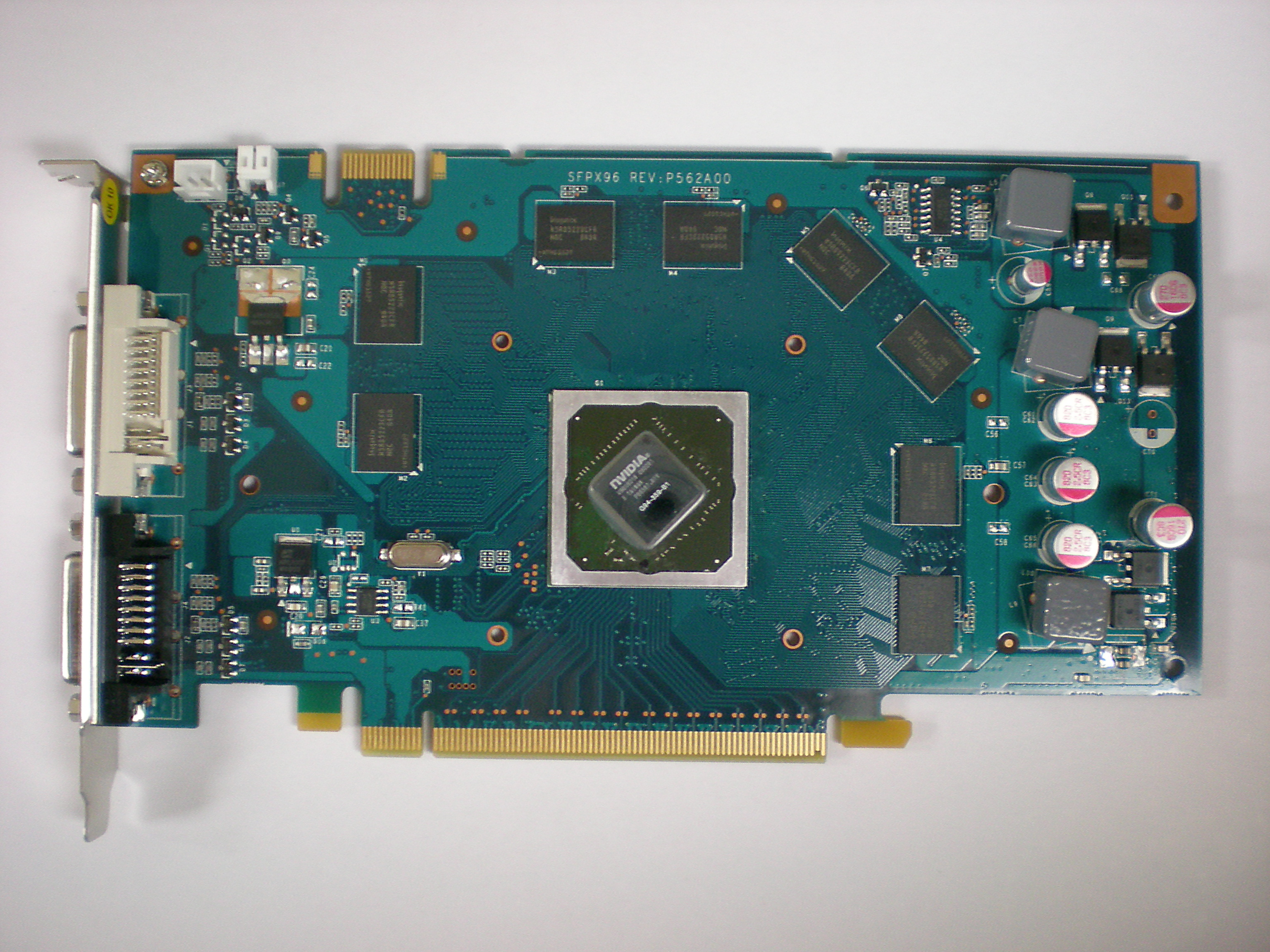
쿨러가 제거된 지포스 9600 GT

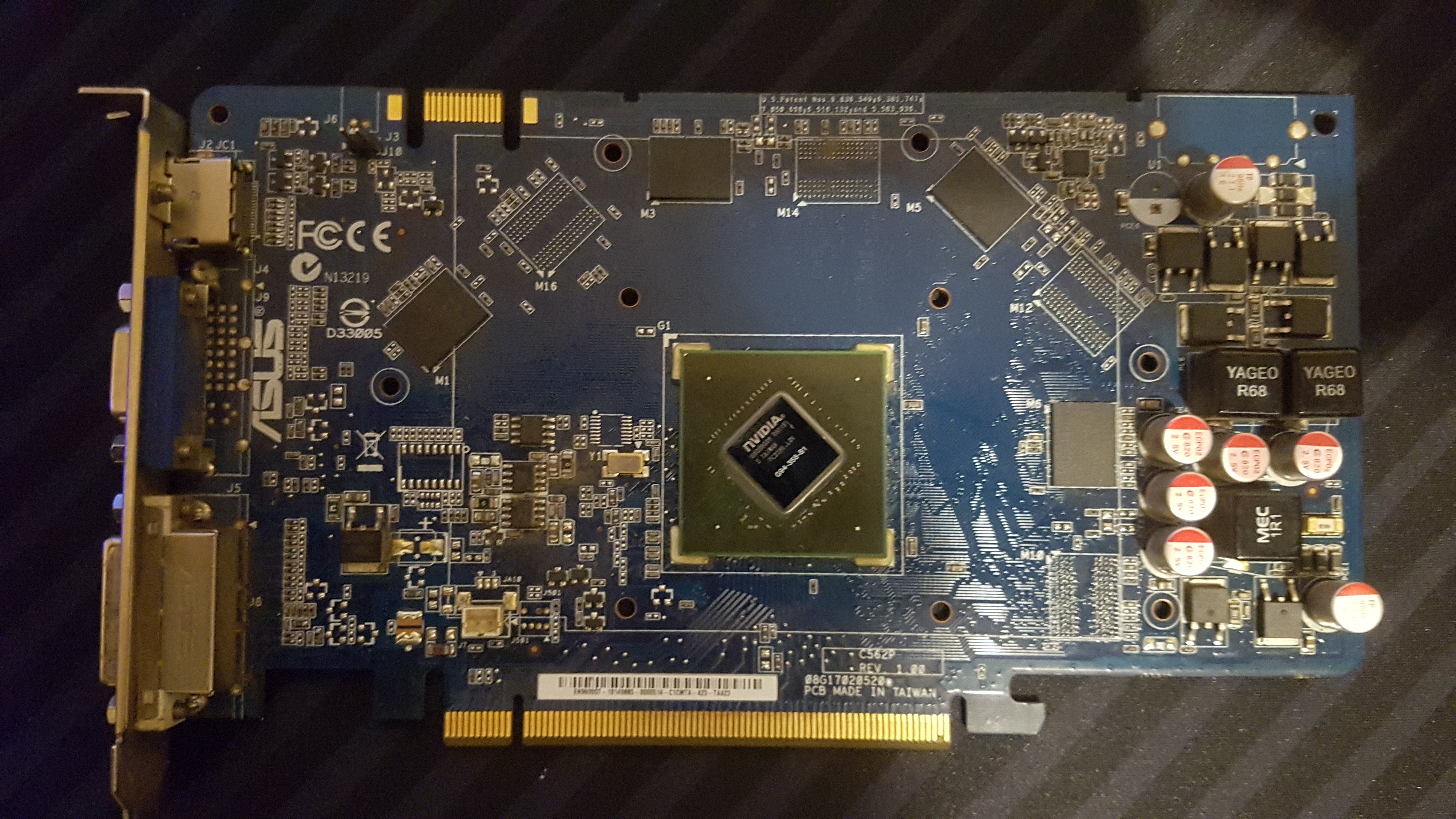
에이수스 지포스 9600 GT

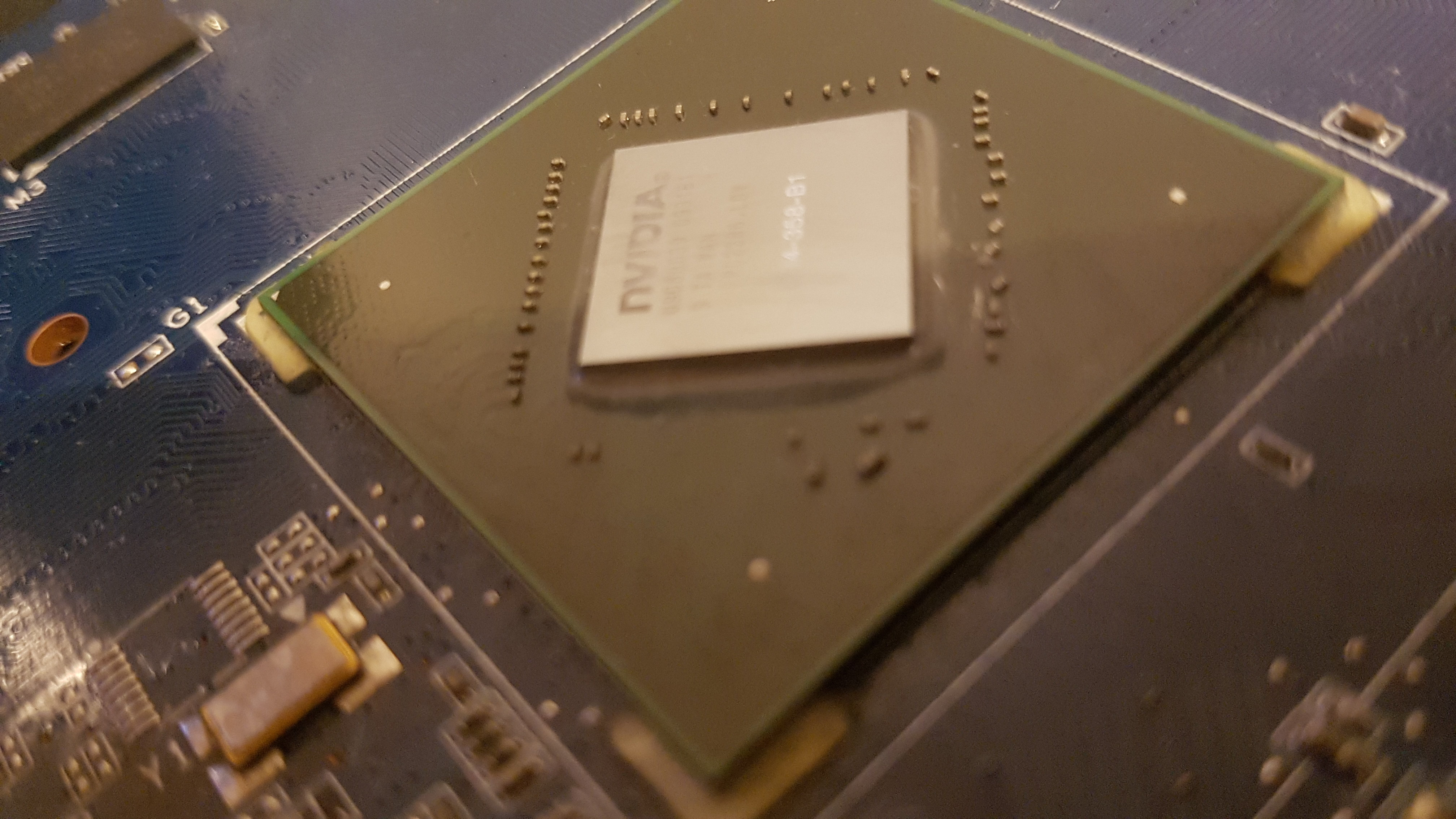
지포스 9600 GT에 탑재된 엔비디아 G94 GPU

2008년 2월 21일, 지포스 9600 GT가 공식 출시되었다. 이는 8600 GTS의 업그레이드 버전이었다.
- 65 nm G94 GPU
- 64 CUDA 코어[8]
- 16 래스터 연산 (ROP) 유닛, 32 텍스처 주소 (TA) / 텍스처 필터 (TF) 유닛
- 20.8 G텍셀/s 필 레이트
- 650 MHz 코어 클럭, 1625 MHz 통합 셰이더 클럭
- 1008 MHz 메모리 (2016 MHz 데이터 속도), 256비트 인터페이스 (64.5 GB/s 대역폭). (1800 MHz 구성 시 57.6 GB/s)
- 512–2048 MB GDDR3 또는 DDR2 메모리
- 트랜지스터 수 505M
- DirectX 10.0, Shader Model 4.0, OpenGL 2.1, PCI-Express 2.0[9]
- 부분 VC1 디코딩을 지원하는 2세대 퓨어비디오 HD 기술 지원
- HDCP 호환 가능하지만, 구현은 제조업체에 따라 달라진다
- CUDA 및 Quantum Effects 물리 처리 엔진 지원
- 이전 엔비디아 미드레인지 카드인 지포스 8600GTS의 거의 두 배 성능

### 지포스 9600 GS

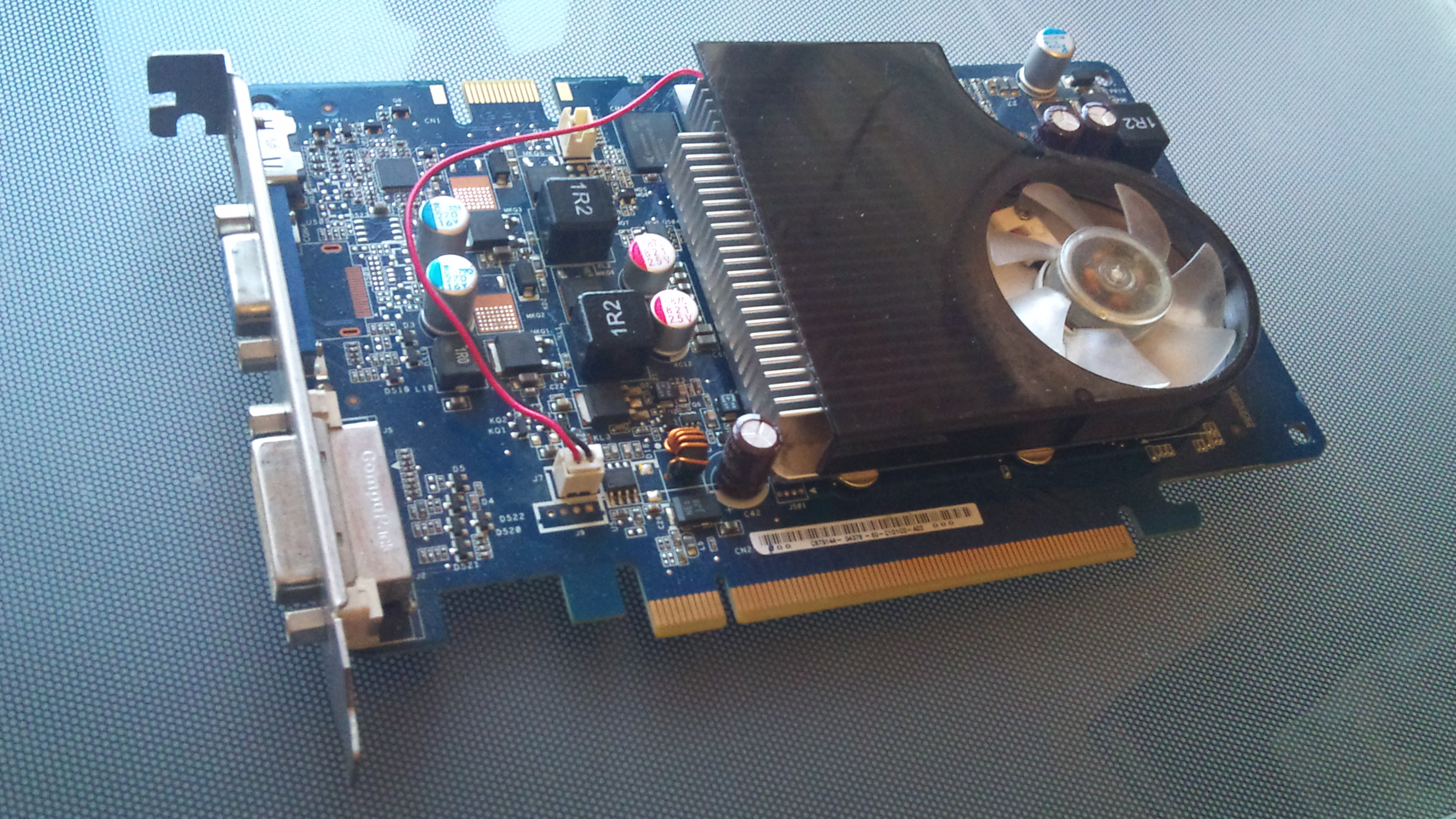
HP 컴퓨터의 지포스 9600GS; SLI 커넥터에 주목. 9600GT와 달리 외부 PCI-Express 전원 공급 장치가 필요하지 않다.

지포스 9600GS는 휴렛 팩커드 OEM 카드이다. 500 MHz로 클럭된 G94a 코어를 기반으로 한다. 192비트 버스에 768 MB의 DDR2 메모리를 탑재하고 있다.

### 지포스 9600 GSO
지포스 9600 GSO는 본질적으로 이름이 변경된 8800 GS였다. 이러한 전술은 다음 세대에 의해 쓸모없게 될 때 팔리지 않은 재고를 정리하기 위해 지포스 7900 GTO와 같은 제품에서 이전에 목격되었다. 8800 GS와 마찬가지로 9600 GSO는 96개의 스트림 프로세서, 1,375 MHz로 클럭된 셰이더와 함께 550 MHz 코어 클럭, 그리고 192비트 메모리 버스에서 800 MHz로 클럭된 384 또는 768 MB의 메모리를 특징으로 한다. 일부 제조업체는 96개의 스트림 프로세서를 가진 768 MB 모델 중 일부가 G92가 아닌 G94 칩을 기반으로 한다고 잘못 기재했다.

### 지포스 9600 GSO 512
오래된 8800 GS 재고를 소진한 후, 엔비디아는 새로운 코어와 256비트 버스에서 900 MHz로 클럭된 512 MB의 메모리로 사양을 수정했다. 이 카드들의 경우 스트림 프로세서 수는 48개로 절반으로 줄었으며, 코어 주파수는 650 MHz로, 셰이더 주파수는 1625 MHz로 증가했다. 이 카드들 중 일부는 여전히 512 모델이면서 1024 메가바이트의 메모리를 가지고 있다. 수정된 버전은 이전 버전에 비해 성능이 떨어진다고 간주된다.

### 지포스 9600 GTX
XFX는 96개의 스트림 프로세서, 580 MHz 코어 클럭, 1450 MHz 셰이더, 그리고 256비트 버스에서 1400 MHz로 작동하는 512 MB GDDR3를 특징으로 하는 G92 칩 기반의 9600 GTX를 출시했다. 클럭 속도를 제외하면 기능적으로 9800M GT의 데스크톱 등가 버전이다.

## 지포스 9800 시리즈
지포스 9800 시리즈는 GX2 (듀얼 GPU), GTX, GTX+ 및 GT 변형을 포함한다.

### 지포스 9800 GX2
2008년 3월 18일, 지포스 9800 GX2가 공식 출시되었다.
지포스 9800 GX2의 사양은 다음과 같다:
- 듀얼 PCB, 듀얼 GPU 설계
- 약 197 W 전력 소비.[16]
- 2개의 65nm 공정 GPU, 총 256개 스트림 프로세서 (PCB당 128개).[17]
- 쿼드 SLI 지원
- SLI 모드에서 두 개의 언더클럭된 지포스 8800 GTS 512 (G92) 비디오 카드의 성능
- 1 GiB (PCB당 512 MiB) GDDR3 메모리
- DirectX 10, Shader Model 4, OpenGL 3.3, PCI-Express 2.0 지원
- 부분 VC1 디코딩을 지원하는 2세대 퓨어비디오 HD 기술 지원
- 출력은 두 개의 DVI 포트, HDMI 출력, HDMI 케이블을 통한 오디오 라우팅을 위한 S/PDIF 입력 커넥터 포함.[18]
- 8핀 및 6핀 전원 커넥터
- 클럭 (코어/셰이더/메모리): 600 MHz/1500 MHz/2000 MHz[19]
- 256비트 메모리 인터페이스[19]
- 128 GB/s 메모리 대역폭[19]
- 출시일: 2008년 3월 18일
- 출시 가격: $666.99[20]

### 지포스 9800 GTX
2008년 4월 1일, 지포스 9800 GTX가 공식 출시되었다.
eVGA 사양 시트에서 발췌:
- 128 CUDA 코어
- 클럭 (코어/셰이더/메모리): 675 MHz/1688 MHz/1100 MHz
- 256비트 메모리 인터페이스
- 512 MB GDDR3 메모리
- 70.4 GB/s 메모리 대역폭
- 텍스처 필 레이트 43.2 (billion/s)
- DirectX 10, Shader Model 4.0, OpenGL 3.3, PCI-Express 2.0
- 부분 VC1 디코딩을 지원하는 2세대 퓨어비디오 HD 기술 지원
- 출력은 두 개의 DVI 포트, HDMI 출력 (엔비디아 DVI-HDMI 어댑터 (포함) 사용), HDMI 케이블을 통한 오디오 라우팅을 위한 S/PDIF 입력 커넥터 포함
- 출시일: 2008-04-01[22]
- 출시 가격: $349[23]

2008년 7월, 엔비디아는 9800 GTX의 리프레시 버전인 9800 GTX+ (55 nm 제조 공정)를 출시했다. 더 빠른 코어 (738 MHz) 및 셰이더 (1836 MHz) 클럭을 가지고 있다. 2009년 3월부터 이 디자인은 지포스 GTS 250으로 제조된다.

### 지포스 9800 GT
9800GT는 8800GT와 동일하지만, 일부는 8800GT에서 처음 도입된 65 nm 기술 대신 55 nm 기술을 사용하여 제조되었다. 새로운 (55 nm) 버전은 하이브리드파워를 지원하지만 65 nm 버전은 지원하지 않는다.
ASUSTeK은 Tri-SLI를 지원하는 9800GT를 출시했다.
엔비디아 제품 상세 페이지에서 발췌.
- 112 프로세서 코어
- 512–1024 MB GDDR3 메모리
- 256비트 메모리 인터페이스 너비
- 600 MHz 그래픽 클럭
- 1500 MHz 프로세서 클럭
- 900 MHz 메모리 클럭
- 33.6 G텍셀/s 텍스처 필 레이트
- 57.6 GB/s 메모리 대역폭
- DirectX 10, Shader Model 4.0, OpenGL 3.3, PCI-Express 2.0 지원
- 부분 VC1 디코딩을 지원하는 2세대 퓨어비디오 HD 기술 지원

## 데스크톱 G9x GPU 기술 개요
- 1 통합 셰이더 : 텍스처 매핑 유닛 : 렌더 출력 유닛

| 모델                         | 연도            | 암호명    | Fab (nm) | 트랜지스터 (백만) | 다이 크기 (mm2) | 버스 인터페이스   | 구성 코어1   | 클럭 속도   | 클럭 속도      | 클럭 속도      | 필레이트    | 필레이트      | 메모리                     | 메모리                 | 메모리      | 메모리          | API 지원 (버전) | API 지원 (버전) | API 지원 (버전) | 처리 능력 G FLOPS | TDP (watts) | 비고                                                                        |
| 모델                         | 연도            | 암호명    | Fab (nm) | 트랜지스터 (백만) | 다이 크기 (mm2) | 버스 인터페이스   | 구성 코어1   | 코어 (MHz)  | 셰이더 (MHz)   | 메모리 (MHz)   | 픽셀 (GP/s) | 텍스처 (GT/s) | 크기 (MB)                  | 대역폭 (GB/s)          | 버스 종류   | 버스 너비 (bit) | DirectX         | OpenGL          | Vulkan          | 처리 능력 G FLOPS | TDP (watts) | 비고                                                                        |
| ---------------------------- | --------------- | --------- | -------- | ----------------- | --------------- | ----------------- | ------------ | ----------- | -------------- | -------------- | ----------- | ------------- | -------------------------- | ---------------------- | ----------- | --------------- | --------------- | --------------- | --------------- | ----------------- | ----------- | --------------------------------------------------------------------------- |
| 지포스 9300 mGPU             | 2008년 10월     | MCP7A-S   | 65       | 282               | 162             | PCIe 2.0 x16      | 16:8:4       | 450         | 1200           | 800 1333       | 1.8         | 3.6           | 시스템 메모리에서 최대 512 | 6.4/12.8 10.664/21.328 | DDR2 DDR3   | 64/128          | 10.0            | 3.3             | 빈칸            | 57.6              |             | 8400 GS 기반                                                                |
| 지포스 9400 mGPU             | 2008년 10월     | MCP7A-U   | 65       | 282               | 162             | PCIe 2.0 x16      | 16:8:4       | 580         | 1400           | 800 1333       | 2.32        | 4.64          | 시스템 메모리에서 최대 512 | 6.4/12.8 10.664/21.328 | DDR2 DDR3   | 64/128          | 10.0            | 3.3             | 빈칸            | 67.2              | 12          | 8400 GS 기반                                                                |
| 지포스 9300 GE               | 2008년 6월      | G98       | 65       | ?                 | 86              | PCIe 2.0 x16      | 8:8:4        | 540         | 1300           | 500            | 2.16        | 4.3           | 256                        | 8                      | DDR2        | 64              | 10.0            | 3.3             | 빈칸            | 31.2              | 25          |                                                                             |
| 지포스 9300 GS               | 2008년 6월      | G98       | 65       | ?                 | 86              | PCIe 2.0 x16      | 8:8:4        | 567         | 1400           | 500            | 2.268       | 4.5           | 512                        | 8                      | DDR2        | 64              | 10.0            | 3.3             | 빈칸            | 33.6              | ??          |                                                                             |
| 지포스 9400 GT               | 2008년 8월 27일 | G96a/b    | 65/55    | 314               | 144             | PCIe 2.0 x16, PCI | 16:8:4       | 550         | 1400           | 800 1600       | 2.2         | 4.4           | 256, 512, 1024             | 12.8 25.6              | GDDR2 GDDR3 | 128             | 10.0            | 3.3             | 빈칸            | 67.2              | 50          |                                                                             |
| 지포스 9500 GT               | 2008년 7월 29일 | G96a/b    | 65/55    | 314               | 144             | PCIe 2.0 x16, PCI | 32:16:8      | 550         | 1400           | 1000 1600      | 4.4         | 8.8           | 256, 512, 1024             | 16.0 25.6              | DDR2 GDDR3  | 128             | 10.0            | 3.3             | 빈칸            | 134.4             | 50          |                                                                             |
| 지포스 9600 GSO              | 2008년 5월      | G92       | 65       | 754               | 324             | PCIe 2.0 x16      | 96:48:12     | 550         | 1375           | 1600           | 6.6         | 26.4          | 384, 768, 1536             | 38.4                   | GDDR3       | 192             | 10.0            | 3.3             | 빈칸            | 396               | 84          |                                                                             |
| 지포스 9600 GSO 512          | 2008년 10월     | G94a/b    | 65/55    | 505               | 240/196?        | PCIe 2.0 x16      | 48:24:16     | 650         | 1625           | 1800           | 10.4        | 15.6          | 512                        | 57.6                   | GDDR3       | 256             | 10.0            | 3.3             | 빈칸            | 234               | 90          |                                                                             |
| 지포스 9600 GT Green Edition | 2009            | G94b      | 55       | 505               | 196?            | PCIe 2.0 x16      | 64:32:16     | 600 625     | 1500 1625      | 1400/1800 1800 | 9.6 10      | 19.2 20       | 512, 1024                  | 44.8/57.6 57.6         | GDDR3       | 256             | 10.0            | 3.3             | 빈칸            | 288 312           | 59          | 코어 전압 1.0V                                                              |
| 지포스 9600 GT               | 2008년 2월 21일 | G94a/b    | 65/55    | 505               | 240/196?        | PCIe 2.0 x16      | 64:32:16     | 650         | 1625           | 1800           | 10.4        | 20.8          | 512, 1024, 2048            | 57.6                   | GDDR3       | 256             | 10.0            | 3.3             | 빈칸            | 312               | 95          |                                                                             |
| 지포스 9800 GT Green Edition | 2009            | G92b      | 55       | 754               | 260             | PCIe 2.0 x16      | 112:56:16    | 550         | 1375           | 1400 1600 1800 | 8.8         | 30.8          | 512, 1024                  | 44.8 51.2 57.6         | GDDR3       | 256             | 10.0            | 3.3             | 빈칸            | 462               | 75          | 코어 전압 1.0V                                                              |
| 지포스 9800 GT               | 2008년 7월      | G92a/b/a2 | 65/55/65 | 754               | 324/260/324     | PCIe 2.0 x16      | 112:56:16    | 600/600/550 | 1500/1500/1375 | 1800           | 9.6         | 33.6          | 512, 1024                  | 57.6                   | GDDR3       | 256             | 10.0            | 3.3             | 빈칸            | 504/504/465       | 125/105/75  | 일부 65 nm 카드는 8800 GT 카드와 이름이 변경된 것이다. G92a2 코어 전압 1.0V |
| 지포스 9800 GTX              | 2008년 4월 1일  | G92       | 65       | 754               | 324             | PCIe 2.0 x16      | 128:64:16    | 675         | 1688           | 2200           | 10.8        | 43.2          | 512                        | 70.4                   | GDDR3       | 256             | 10.0            | 3.3             | 빈칸            | 648.192           | 140         |                                                                             |
| 지포스 9800 GTX+             | 2008년 7월 16일 | G92b      | 55       | 754               | 260             | PCIe 2.0 x16      | 128:64:16    | 738         | 1836           | 2200           | 11.808      | 47.232        | 512, 1024                  | 70.4                   | GDDR3       | 256             | 10.0            | 3.3             | 빈칸            | 705.024           | 141         |                                                                             |
| 지포스 9800 GX2              | 2008년 3월 18일 | 2× G92    | 65       | 2× 754            | 2× 324          | PCIe 2.0 x16      | 2× 128:64:16 | 600         | 1500           | 2000           | 2× 9.6      | 2× 38.4       | 2× 512                     | 2× 64.0                | GDDR3       | 2× 256          | 10.0            | 3.3             | 빈칸            | 2× 576            | 197         |                                                                             |
| 모델                         | 연도            | 암호명    | Fab (nm) | 트랜지스터 (백만) | 다이 크기 (mm2) | 버스 인터페이스   | 구성 코어1   | 코어 (MHz)  | 셰이더 (MHz)   | 메모리 (MHz)   | 픽셀 (GP/s) | 텍스처 (GT/s) | 크기 (MiB)                 | 대역폭 (GB/s)          | 버스 종류   | 버스 너비 (bit) | DirectX         | OpenGL          | Vulkan          | 처리 능력 G FLOPS | TDP (watts) | 비고                                                                        |

### 특징
- 컴퓨팅 능력: 1.1은 스레드 안전 프로그램을 작성하는 데 사용되는 아토믹 함수를 지원한다.

| 모델                 | 특징                             | 특징                                           | 특징                                           |
| 모델                 | 스케일러블 링크 인터페이스 (SLI) | 퓨어비디오 2 (VP2 포함), BSP 엔진, AES128 엔진 | 퓨어비디오 3 (VP3 포함), BSP 엔진, AES128 엔진 |
| -------------------- | -------------------------------- | ---------------------------------------------- | ---------------------------------------------- |
| 지포스 9300 GE (G98) | 예                               | 아니요                                         | 예                                             |
| 지포스 9300 GS (G98) | 예                               | 아니요                                         | 예                                             |
| 지포스 9400 GT       | 예                               | 예                                             | 아니요                                         |
| 지포스 9500 GT       | 예                               | 예                                             | 아니요                                         |
| 지포스 9600 GSO      | 예                               | 예                                             | 아니요                                         |
| 지포스 9600 GT       | 예                               | 예                                             | 아니요                                         |
| 지포스 9800 GT       | 예                               | 예                                             | 아니요                                         |
| 지포스 9800 GTX      | 예 3-way                         | 예                                             | 아니요                                         |
| 지포스 9800 GTX+     | 예 3-way                         | 예                                             | 아니요                                         |
| 지포스 9800 GX2      | 예                               | 예                                             | 아니요                                         |

## 지포스 9M 시리즈
지포스 9M 시리즈의 모든 그래픽 처리 장치는 다음을 특징으로 한다:
- 미드레인지 및 미드-하이 레인지 노트북에서 지포스 8M 시리즈와 비교하여 유사한 전력 소모에 비해 성능 향상
- DirectX 10.0 및 OpenGL 3.3 호환성
- 16X 안티에일리어싱 및 PCI-Express 2.0 연결성
- Full HD DVD / 블루레이 하드웨어 디코딩

### 9100M G
- 파이프라인당 1 TMU
- 4 ROP
- 8 스트림 프로세서
- 16 (v4.0) 통합 셰이더
- 26 기가플롭스
- 450 MHz 코어 클럭
- 1100 MHz 셰이더 클럭
- 통합 RAMDAC 클럭 400 MHz
- 메모리 클럭은 시스템 메모리에 따라 달라진다
- Windows XP에서 최대 256 MB 공유 메모리, 터보 캐시로 512 MB
- 64비트 메모리 인터페이스 (단일 채널 모드) / 128비트 메모리 인터페이스 (듀얼 채널 모드)
- 메모리 대역폭은 시스템 메모리에 따라 달라진다
- 1.8 G텍셀/s 텍스처 필 레이트
- (EVEREST Ultimate Edition 버전 4.60.1500PX 및 TechPowerUp GPU-Z v0.4.6을 사용하는 Acer Aspire 4530을 기반으로 한 사양)[28]

### 9200M GS
- 8 스트림 프로세서
- 529 MHz 코어 클럭
- 1300 MHz 셰이더 클럭
- 400 MHz 메모리 클럭
- 최대 256 MB 메모리
- 64비트 메모리 인터페이스
- 6.4 GB/s 메모리 대역폭
- 27.1 G픽셀/s 픽셀 필 레이트
- 4.2 G텍셀/s 텍스처 필 레이트[29]

### 9300M G
- 16 스트림 프로세서
- 400 MHz 코어 클럭
- 800 MHz 셰이더 클럭
- 600 MHz 메모리 클럭
- 최대 512 MB 메모리
- 64비트 메모리 인터페이스
- 1.8 GB/s 메모리 대역폭
- 3.2 G텍셀/s 텍스처 필 레이트

### 9300M GS
- 8 스트림 프로세서
- 580 MHz 코어 클럭
- 1450 MHz 셰이더 클럭
- 800 MHz 메모리 클럭
- 최대 512 MB 메모리
- 64비트 메모리 인터페이스
- 6.9 GB/s 메모리 대역폭
- 4.6 G텍셀/s 텍스처 필 레이트

### 9400M G
- 16 스트림 프로세서
- 메모리 클럭은 시스템 메모리에 따라 달라진다
- 64비트 메모리 인터페이스 (단일 채널 모드) / 128비트 메모리 인터페이스 (듀얼 채널 모드)
- 메모리 대역폭은 시스템 메모리에 따라 달라진다
- 3.6 G텍셀/s 텍스처 필 레이트

### 9500M G
- 16 스트림 프로세서
- 500 MHz 코어 클럭
- 1250 MHz 셰이더 클럭
- 800 MHz 메모리 클럭
- 최대 1024 MB 메모리
- 128비트 메모리 인터페이스
- 25.6 GB/s 메모리 대역폭
- 4.0 G텍셀/s 텍스처 필 레이트

### 9500M GS
- 32 스트림 프로세서
- 475 MHz 코어 클럭
- 950 MHz 셰이더 클럭
- 700 MHz 메모리 클럭
- 최대 512 MB 메모리
- 128비트 메모리 인터페이스
- 22.4 GB/s 메모리 대역폭
- 7.6 G텍셀/s 텍스처 필 레이트

### 9600M GS
- 064A/8 코어 (G96)
- 32 스트림 프로세서
- 430 MHz 코어 클럭
- 1075 MHz 셰이더 클럭
- 800/1600 MHz 메모리 클럭 (실효)
- 최대 1024 MB 메모리
- 128비트 메모리 인터페이스
- 12.8 GB/s (DDR2 유형) 또는 25.6 GB/s (GDDR3 유형) 메모리 대역폭
- 6.8 G텍셀/s 텍스처 필 레이트
- 103 기가플롭스

### 9600M GT
- 32 스트림 프로세서
- 500 MHz 코어 클럭
- 1250 MHz 셰이더 클럭
- 800 MHz 메모리 클럭
- 최대 1024 MB 메모리
- 128비트 메모리 인터페이스
- 25.6 GB/s 메모리 대역폭
- 8.0 G텍셀/s 텍스처 필 레이트

### 9650M GT
- G96 코어 (65/55 nm)
- 32 스트림 프로세서
- 550 MHz 코어 클럭
- 1325 MHz 셰이더 클럭
- 800 MHz 메모리 클럭
- 최대 1024 MB 메모리
- 128비트 메모리 인터페이스
- 25.6 GB/s 메모리 대역폭
- 8.8 G텍셀/s 텍스처 필 레이트

### 9700M GT
- G96 코어
- 32 스트림 프로세서
- 625 MHz 코어 클럭
- 1550 MHz 셰이더 클럭
- 800 MHz 메모리 클럭
- 128비트 메모리 인터페이스
- 25.6 GB/s 메모리 대역폭
- 10.0 G텍셀/s 텍스처 필 레이트
- 148.8 기가플롭스

### 9700M GTS
- G94 코어
- 48 스트림 프로세서
- 530 MHz 코어 클럭
- 1325 MHz 셰이더 클럭
- 800 MHz 메모리 클럭
- 256비트 메모리 인터페이스
- 51.2 GB/s 메모리 대역폭
- 12.7 G텍셀/s 텍스처 필 레이트
- 190.8 기가플롭스

### 9800M GS
- G94 코어
- 64 스트림 프로세서
- 530 MHz 코어 클럭
- 1325 MHz 셰이더 클럭
- 800 MHz 메모리 클럭
- 256비트 메모리 인터페이스
- 51.2 GB/s 메모리 대역폭
- 17.0 G텍셀/s 텍스처 필 레이트
- 254 기가플롭스

### 9800M GTS
- G94 코어
- 64 스트림 프로세서
- 600 MHz 코어 클럭
- 1500 MHz 셰이더 클럭
- 800 MHz 메모리 클럭
- 256비트 메모리 인터페이스
- 51.2 GB/s 메모리 대역폭
- 19.2 G텍셀/s 텍스처 필 레이트
- 288 기가플롭스

### 9800M GT
- G94 코어
- 96 스트림 프로세서
- 500 MHz 코어 클럭
- 1250 MHz 셰이더 클럭
- 800 MHz 메모리 클럭
- 256비트 메모리 인터페이스
- 51.2 GB/s 메모리 대역폭
- 24.0 G텍셀/s 텍스처 필 레이트
- 360 기가플롭스

### 9800M GTX
- G92 코어
- 112 스트림 프로세서
- 500 MHz 코어 클럭
- 1250 MHz 셰이더 클럭
- 800 MHz 메모리 클럭
- 256비트 메모리 인터페이스
- 51.2 GB/s 메모리 대역폭
- 28.0 G텍셀/s 텍스처 필 레이트
- 420 기가플롭스

### 기술 개요
| 모델             | 출시일 | 암호명          | 인터페이스 | 제조 공정 (nm) | 코어 클럭 최대 (MHz) | 최대 필레이트 | 최대 필레이트      | 최대 필레이트           | 최대 필레이트    | 셰이더    | 셰이더     | 메모리             | 메모리       | 메모리                 | 메모리                 | 메모리                 | 텍스처 유닛 | 래스터 연산자 | 전력 소비 (Watts) | 트랜지스터 수 (백만) | 이론적 셰이더 처리 속도 (기가플롭스) |
| 모델             | 출시일 | 암호명          | 인터페이스 | 제조 공정 (nm) | 코어 클럭 최대 (MHz) | 10억 픽셀/s   | 10억 양선형 텍셀/s | 10억 양선형 FP16 텍셀/s | 10억 FP32 픽셀/s | CUDA 코어 | 클럭 (MHz) | 대역폭 최대 (GB/s) | DRAM 유형    | 버스 너비 (bit)        | 크기 (MB)              | 실효 DDR 클럭 (MHz)    | 텍스처 유닛 | 래스터 연산자 | 전력 소비 (Watts) | 트랜지스터 수 (백만) | 이론적 셰이더 처리 속도 (기가플롭스) |
| ---------------- | ------ | --------------- | ---------- | -------------- | -------------------- | ------------- | ------------------ | ----------------------- | ---------------- | --------- | ---------- | ------------------ | ------------ | ---------------------- | ---------------------- | ---------------------- | ----------- | ------------- | ----------------- | -------------------- | ------------------------------------ |
| 지포스 9100M G   | ?      | MCP77MH MCP79MH | PCI        | 65             | 450                  | ?             | ?                  | ?                       | ?                | 8         | 1080       | 21GB/s             | RAM에서 DDR2 | RAM 구성에 따라 달라짐 | RAM 구성에 따라 달라짐 | RAM 구성에 따라 달라짐 | ?           | 4             | ?                 | ?                    | 26                                   |
| 지포스 9200M GS  |        | G98             |            | 65             | 530                  |               | ?                  | ?                       | ?                | 8         | 1300       |                    | GDDR2 GDDR3  |                        | 256                    |                        | ?           | ?             | ?                 | ?                    | 31                                   |
| 지포스 9300M G   |        | G98             |            | 65             | 400                  | ?             | 3.2                | ?                       | ?                | 16        | 800        | 9.6                |              | 64                     | 256                    | 1200 (600)             | ?           | ?             | ?                 | ?                    | 38                                   |
| 지포스 9300M GS  |        | G98             |            | 65             | ?                    | ?             | ?                  | ?                       | ?                | 16        | 1400       | ?                  | GDDR2 GDDR3  | 64                     | 256                    | 1400 (700)             | ?           | ?             | ?                 | ?                    | 34                                   |
| 지포스 9400M G   |        | MCP79MX         |            | 65             | 450                  | ?             | ?                  | ?                       | ?                | 16        | 1100       | ?                  |              | 128                    |                        |                        | ?           | ?             | 12                | 282                  | 54                                   |
| 지포스 9500M G   |        |                 |            | 65             | ?                    | ?             | ?                  | ?                       | ?                | 16        | 1250       | ?                  | GDDR2 GDDR3  | 128                    | 256, 512, 1024         | 1600 (800)             | ?           | ?             | ?                 | ?                    | 60                                   |
| 지포스 9500M GS  |        | G84             |            | 65             | 479                  | ?             | 7.6                | ?                       | ?                | 32        | 950        | 22.4               |              | 128                    | 512                    | 1400 (700)             | ?           | 8             | ?                 | 289                  | ?                                    |
| 지포스 9600M GS  |        | G96             |            | 65             | 430                  | ?             | ?                  | ?                       | ?                | 32        | 1075       | 25.3               | GDDR2 GDDR3  | 128                    | 1024                   | 1600 (800)             | ?           | ?             | ?                 | 314                  | 103                                  |
| 지포스 9600M GT  |        | G96             |            | 65             | 500                  | ?             | ?                  | ?                       | ?                | 32        | 1250       | ?                  | GDDR2 GDDR3  | 128                    | 256, 512, 1024         | 1600 (800)             | ?           | ?             | 23                | 314                  | 120                                  |
| 지포스 9650M GS  |        |                 |            | 65             | 625                  | ?             | 10                 | ?                       | ?                | 32        | 1250       | 25.6               |              | 128                    | 512                    | 1600 (800)             | ?           | ?             | 29                | 289                  | 120                                  |
| 지포스 9700M GT  |        | G96             |            |                | 625                  | ?             | 10                 | ?                       | ?                | 32        | 1550       | 25.6               | GDDR3        | 128                    | 512                    | 1600 (800)             | ?           | ?             | ?                 | ?                    | 148.8                                |
| 지포스 9700M GTS |        | G94             |            |                | 530                  | ?             | 12.7               | ?                       | ?                | 48        | 1325       | 51.2               |              | 256                    | ?                      | 1600 (800)             | ?           | ?             | ?                 | ?                    | 190.8                                |
| 지포스 9800M GTS |        | G94             |            |                | 600                  | ?             | 19.2               | ?                       | ?                | 64        | 1500       | 51.2               |              | 256                    | 512                    | 1600 (800)             | ?           | ?             | ?                 | ?                    | 288                                  |
| 지포스 9800M GT  |        | G94             |            |                | 500                  | ?             | 24                 | ?                       | ?                | 96        | 1250       | 51.2               |              | 256                    | 512                    | 1600 (800)             | ?           | ?             | ?                 | ?                    | 360                                  |
| 지포스 9800M GTX |        | G92             |            |                | 500                  | ?             | 28.0               | ?                       | ?                | 112       | 1375       | 51.2               |              | 256                    | 512                    | 1600 (800)             | ?           | 75            | ?                 | ?                    | 420                                  |

## 지원 중단
엔비디아는 2016년 4월 1일부로 지포스 9 시리즈의 드라이버 지원을 중단한다고 발표했다.
- Windows XP 32비트 & Media Center Edition: 2014년 7월 29일 출시 버전 340.52; 다운로드
- Windows XP 64비트: 2014년 7월 29일 출시 버전 340.52; 다운로드
- Windows Vista, 7, 8, 8.1 32비트: 2016년 12월 14일 출시 버전 342.01 (WHQL); 다운로드
- Windows Vista, 7, 8, 8.1 64비트: 2016년 12월 14일 출시 버전 342.01 (WHQL); 다운로드
- Windows 10, 32비트: 2016년 12월 14일 출시 버전 342.01 (WHQL); 다운로드
- Windows 10, 64비트: 2016년 12월 14일 출시 버전 342.01 (WHQL); 다운로드

## 같이 보기
- 엔비디아 그래픽 처리 장치 목록
- 지포스 8 시리즈
- 지포스 100 시리즈
- 지포스 200 시리즈
- 지포스 300 시리즈
- 엔비디아 쿼드로 — 엔비디아의 워크스테이션 그래픽 솔루션
- 엔비디아 테슬라 — 엔비디아의 첫 전용 GPGPU (그래픽 처리 장치)

- 다이렉트X
- 지포스 8 시리즈